# Pino Baru
Pino Baru is een bestuurslaag in het regentschap Bengkulu Selatan van de provincie Bengkulu, Indonesië. Pino Baru telt 1059 inwoners (volkstelling 2010).